# Andreas Kuhlage

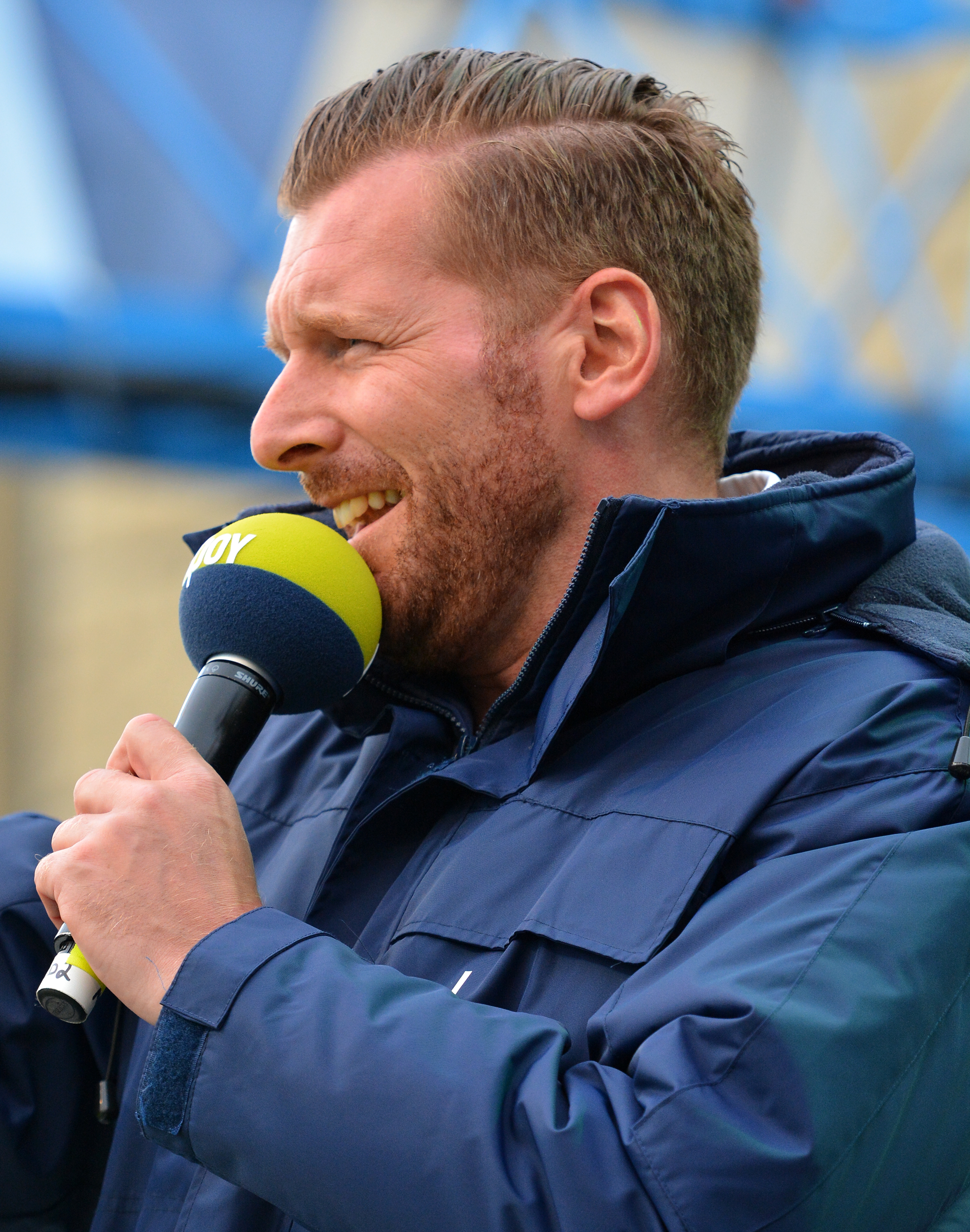
Andreas Kuhlage (2014)

Andreas Kuhlage (* 25. Februar 1975 in Rostock) ist ein Hörfunk- und Fernsehmoderator. Er war Anchorman beim Sender N-Joy die Morgensendung Kuhlage & Hardeland. Seit 2022 ist er bei NDR 1 Niedersachsen im Team der Morgensendung.

## Leben
Andreas Kuhlage machte sein Abitur an der 23. Polytechnischen Oberschule „Kurt Barthel“ in Rostock. Er stammt aus einer katholischen Familie. Schon als Jugendlicher wollte er Radiomoderator werden. 
Mit 18 Jahren absolvierte er beim NDR ein Praktikum. Dort hatte er Anfangs Probleme wegen seines Mecklenburger Akzents. Kuhlage begann um 1996 seine Karriere als Radiomoderator bei NDR 1 Radio MV. Kurz darauf wechselte er zu N-Joy, bei dem er mit dem Nachmittagsformat Keller & Kuhlage begann. Von 2011 bis 2022 moderierte er dort zusammen mit Jens Hardeland die Morningshow Kuhlage & Hardeland, die montags bis freitags von 5 bis 9 Uhr morgens ausgestrahlt wurde. Die Sendung wurde in den Jahren 2015 und 2019 mit dem Deutschen Radiopreis in der Kategorie „Beste Morgensendung“ ausgezeichnet.
Die letzte Sendung Kuhlage & Hardeland erfolgte am 1. Juli 2022. Kuhlage wechselte danach zu NDR 1 Niedersachsen, wo er bei der Morgensendung Hellwach mitwirkt.
Für das NDR Fernsehen moderierte er im Jahre 2012 die Sendung "Song des Nordens", für die ARD im Jahre 2024 den offiziellen Festakt zum Tag der Deutschen Einheit live im Ersten.
Kuhlage ist Vater eines Sohnes.
Früher spielte er in der Band Kuhlage & Friends, die häufiger in Norddeutschland auftrat.